# Богодухівська міська рада
Богоду́хівська міська́ ра́да — адміністративно-територіальна одиниця та орган місцевого самоврядування в Богодухівському районі Харківської області. Адміністративний центр — місто Богодухів.

## Загальні відомості
- Богодухівська міська рада утворена в 1662 році.
- Територія ради: 83,52 км²
- Населення ради: 19 572 особи (станом на 2001 рік)
- Територією ради протікає річка Мерла.

## Населені пункти
Міській раді підпорядковані населені пункти:
- м. Богодухів
- с. Москаленки
- с. Мусійки
- с. Паляничники
- с. Семенів Яр

## Склад ради
Рада складається з 34 депутатів та голови.
- Голова ради: Бєлий Володимир Миколайович

### Депутати
За результатами місцевих виборів 2020 року депутатами ради стали: Місцеві вибори 25.10.2020, Богодухівський р-н, Богодухівська міська рада [Архівовано 27 липня 2021 у Wayback Machine.]
Загальні відомості про результати голосування
| Назва політичної партії, місцева організація якої висунула кандидатів у депутати | К-сть голосів, поданих за місцеву організацію політичної партії | К-сть отриманих депутатських мандатів |
| ПОЛІТИЧНА ПАРТІЯ "БЛОК КЕРНЕСА – УСПІШНИЙ ХАРКІВ!"                               | 2241                                                            | 9                                     |
| ПОЛІТИЧНА ПАРТІЯ "БЛОК СВІТЛИЧНОЇ РАЗОМ!"                                        | 1595                                                            | 7                                     |
| ПОЛІТИЧНА ПАРТІЯ "ОПОЗИЦІЙНА ПЛАТФОРМА – ЗА ЖИТТЯ"                               | 1506                                                            | 6                                     |
| ПОЛІТИЧНА ПАРТІЯ "СЛУГА НАРОДУ"                                                  | 1284                                                            | 6                                     |
| ПОЛІТИЧНА ПАРТІЯ "ЄВРОПЕЙСЬКА СОЛІДАРНІСТЬ"                                      | 662                                                             | 3                                     |
| політична партія Всеукраїнське об’єднання "Батьківщина"                          | 565                                                             | 3                                     |
| ПОЛІТИЧНА ПАРТІЯ "ЗА МАЙБУТНЄ"                                                   | 304                                                             | 0                                     |
| Політична Партія "АКЦЕНТ"                                                        | 264                                                             | 0                                     |
| Політична партія "НАШ КРАЙ"                                                      | 199                                                             | 0                                     |

## Склад ради попередніх скликань
Рада складається з 30 депутатів та голови.
- Голова ради: Олексенко Наталія Іванівна

### Керівний склад попередніх скликань
| Прізвище, ім'я, по батькові | Основні відомості                                                 | Дата обрання | Дата звільнення |
| --------------------------- | ----------------------------------------------------------------- | ------------ | --------------- |
| Олексенко Наталія Іванівна  | Сільський голова, 1963 року народження, освіта вища, позапартійна | 09.09.2012   |                 |

Примітка: таблиця складена за даними сайту Верховної Ради України

### Депутати
За результатами місцевих виборів 2010 року депутатами ради стали:

#### За суб'єктами висування
| Суб'єкт висування                                       | Кількість обраних депутатів | %   |
| ------------------------------------------------------- | --------------------------- | --- |
| Партія регіонів                                         | 21                          | 70  |
| Комуністична партія України                             | 2                           | 6,7 |
| Народна партія                                          | 2                           | 6,7 |
| Політична партія Всеукраїнське об'єднання «Батьківщина» | 2                           | 6,7 |
| Політична партія «Сильна Україна»                       | 2                           | 6,7 |
| Соціалістична партія України                            | 1                           | 3,3 |

#### За округами
| № округу                                                | Прізвище, ім'я, по батькові        | Дата визнання обраним | Освіта             | Партійна приналежність                        | Відомості про обраного депутата                                                                                                |
| ------------------------------------------------------- | ---------------------------------- | --------------------- | ------------------ | --------------------------------------------- | --- |
| Комуністична партія України                             |                                    |                       |                    |                                               | |
| б/м                                                     | Шарманов Анатолій Авенірович       | 01.11.2010            | вища               | член Комуністичної партії України             | пенсіонер |
| б/м                                                     | Ткаченко Володимир Миколайович     | 01.11.2010            | середня спеціальна | член Комуністичної партії України             | Богодухівський ЕМЗ |
| Народна Партія                                          |                                    |                       |                    |                                               | |
| б/м                                                     | Овчинніков Юрій Никифорович        | 01.11.2010            | вища               | член Народної партії                          | пенсіонер |
| 11                                                      | Векленко Віталій Іванович          | 01.11.2010            | вища               | позапартійний                                 | ПП «Векленко», адвокат |
| Партія регіонів                                         |                                    |                       |                    |                                               | |
| б/м                                                     | Лобойко Сергій Олександрович       | 01.11.2010            | вища               | член Партії регіонів                          | Аграрний ліцей, викладач |
| б/м                                                     | Шуба Людмила Анатоліївна           | 01.11.2010            | середня            | член Партії регіонів                          | Кафе «Нептун», приватний підприємець                                                                                           |
| б/м                                                     | Панов Олександр Федорович          | 01.11.2010            | вища               | член Партії регіонів                          | Богодухівська меблева фабрика, приватний підприємець                                                                           |
| б/м                                                     | Шкарлат Сергій Борисович           | 01.11.2010            | вища               | член Партії регіонів                          | ВАТ «Укртелеком», начальник ЦЕЗ № 1                                                                                            |
| б/м                                                     | Рябова Наталія Павлівна            | 01.11.2010            | середня            | член Партії регіонів                          | ЦРЛ, поліклініка, статист |
| б/м                                                     | Сахно Лариса Болиславівна          | 01.11.2010            | вища               | член Партії регіонів                          | Районна державна адміністрація, начальник відділу з питань внутрішньої полівтики                                               |
| б/м                                                     | Лобойко Олександр Леонідович       | 01.11.2010            | вища               | член Партії регіонів                          | Богодухівське відділення Харківобленерго, інженер-електрик                                                                     |
| 1                                                       | Шигимага Людмила Миколаївна        | 01.11.2010            | вища               | член Партії регіонів                          | пенсіонер |
| 2                                                       | Безмінова Інна Георгіївна          | 01.11.2010            | вища               | член Партії регіонів                          | богодухівський колегіум № 2, директор                                                                                          |
| 3                                                       | Фінько Павло Іванович              | 01.11.2010            | вища               | позапартійний                                 | Богодухівське управління газового господарства ВАТ «Харківгаз», начальник                                                      |
| 4                                                       | Тесленко Олександр Іванович        | 01.11.2010            | вища               | член Партії регіонів                          | Філіал ДНВП «об'єднання комунар», головний інженер                                                                             |
| 5                                                       | Лещенко Надія Вікторівна           | 01.11.2010            | вища               | член Партії регіонів                          | Богодухівський центр зайнятості, директор                                                                                      |
| 6                                                       | Голуб Микола Вікторович            | 01.11.2010            | вища               | член Партії регіонів                          | ПП «Олійниця», приватний підприємець                                                                                           |
| 7                                                       | Ляшенко Олександр Миколайович      | 01.11.2010            | вища               | член Партії регіонів                          | Богодухівська районна СЕС, головний лікар                                                                                      |
| 8                                                       | Зіньковська Зоя Миколаївна         | 01.11.2010            | вища               | член Партії регіонів                          | Богодухівський Ліцей № 3, заступник директора з ВР                                                                             |
| 9                                                       | Грінько Віктор Миколайович         | 01.11.2010            | вища               | член Партії регіонів                          | пенсіонер |
| 10                                                      | Солошенко Павло Володимирович      | 01.11.2010            | вища               | член Партії регіонів                          | пенсіонер |
| 12                                                      | Церковна Наталія Григорівна        | 01.11.2010            | вища               | позапартійна                                  | районний будинок культури, директор                                                                                            |
| 13                                                      | Омеляненко Іван Сергійович         | 01.11.2010            | вища               | член Партії регіонів                          | пенсіонер |
| 14                                                      | Ярошенко Ніна Миколаївна           | 02.12.2012            | вища               | член Партії регіонів                          | КП «Богодухів житло», начальник КП «Богодухів житло»                                                                           |
| 15                                                      | Бондар Анатолій Костянтинович      | 01.11.2010            | середня            | член Партії регіонів                          | приватний підприємець |
| Політична партія Всеукраїнське об'єднання «Батьківщина» |                                    |                       |                    |                                               | |
| б/м                                                     | Удовіченко Олександр Володимирович | 01.11.2010            | вища               | член Всеукраїнського об'єднання «Батьківщина» | Акціонерна компанія «Харківобленерго», інженер електротехнічної лабораторії                                                    |
| б/м                                                     | Колосарьов Олександр Іванович      | 01.11.2010            | вища               | член Всеукраїнського об'єднання «Батьківщина» | приватний підприємець |
| Політична партія «Сильна Україна»                       |                                    |                       |                    |                                               | |
| б/м                                                     | Заполочний Дмитро Павлович         | 01.11.2010            | вища               | член Політичної партії «Сильна Україна»       | Богодухівського відділення Харківської обласної дирекції публічного акціонерного товариства «Райффайзен Банк Аваль», начальник |
| б/м                                                     | Чепурний Сергій Анатолійович       | 01.11.2010            | вища               | член Політичної партії «Сильна Україна»       | Хірургічне відділення Богодухівської ЦРЛ, лікар-хірург                                                                         |
| Соціалістична партія України                            |                                    |                       |                    |                                               | |
| б/м                                                     | Стеріоні Лариса Анатоліївна        | 01.11.2010            | вища               | член Соціалістичної партії України            | Богодухівська райспоживспілка, економіст                                                                                       |